# Архиепархия Жуис-ди-Форы
 Архиепархия Жуис-ди-Форы  (лат. Archidioecesis Iudiciforensis) — архиепархия Римско-католической церкви с центром в городе Жуис-ди-Фора, Бразилия. В митрополию Жуис-ди-Форы входят епархии Леополдины, Сан-Жуан-дел-Рея. Кафедральным собором архиепархии Жуис-ди-Форы является собор святого Антония Падуанского.

## История
1 февраля 1924 года Римский папа Пий XI выпустил буллу Ad sacrosancti apostolatus officium, которой учредил епархию Жуис-ди-Форы, выделив её из архиепархии Марианы.
28 марта 1942 года епархия Жуис-ди-Форы передала часть своей территории в пользу возведения новой епархии Леопольдины.
14 апреля 1962 года Римский папа Иоанн XXIII издал буллу Qui tanquam Petrus, которой возвёл епархию Жуис-ди-Форы в ранг архиепархии.

## Ординарии архиепархии
- епископ Justino José de Sant’Ana (4.07.1924 — 9.06.1958);
- архиепископ Geraldo María de Morais Penido (9.06.1958 — 1.12.1977) — назначен вспомогательным епископом Апаресиды;
- архиепископ Juvenal Roriz (5.05.1978 — 7.02.1990);
- архиепископ Clóvis Frainer (22.05.1991 — 28.11.2001);
- архиепископ Eurico dos Santos Veloso (28.11.2001 — 28.01.2009);
- архиепископ Gil Antônio Moreira (28.01.2009 — по настоящее время).

## Источник
- Archdiocese Juiz de Fora.Annuario Pontificio, Libreria Editrice Vaticana, Città del Vaticano, 2003, ISBN 88-209-7422-3
- Булла Ad sacrosancti apostolatus officium Архивная копия от 3 марта 2013 на Wayback Machine, AAS 16 (1924), стр. 421  (лат.)
- Ecclesiastical Province of Juiz de Fora.Bolla Qui tamquam Petrus Архивная копия от 27 марта 2010 на Wayback Machine, AAS 55 (1963), стр. 379  (лат.)